# Fazenda do Paraízo
A Fazenda do Paraízo ou Fazenda Flores do Paraízo, como era chamada em sua origem, aloca-se no município de Rio das Flores, próximo a cidade de Valença no Rio de Janeiro. Conhecida como “ a joia de Valença”. A construção se iniciou em 1842 e foi concluída em 1853. A casa foi idealizada por Domingos Custódio Guimarães, conhecido como barão e visconde do Rio Preto.

## História
A Fazenda do Paraíso, adquirida por volta de 1842 Por Domingos Custódio Guimarães, foi um dos mais importantes estabelecimentos de café do Vale do Paraíba. A fazenda Flores do Paraízo, como foi batizada incialmente, era conhecida como “fazenda Modelo“ ou a “Joia de Valença“ devido ao seu projeto inovador para a época e condições em que se encontravam o Brasil Império.
Na casa tudo foi acabado com requinte, a fachada principal com as alvenarias ritmadas e decoradas, o conjunto de palmeiras imperiais onde as sementes foram doadas da coroa Portuguesa, somava ao proprietário status social e servia para sinalizar o esplendor do caminho que levava a entrada da casa.
Sua unidade de produção na época foi considerada um exemplo. Entre as inovações se destacam a instalação de maquinário inovador para o café que veio dos Estados Unidos, terreiros com pavimentação e a iluminação a gás na casa sede, mecanismo que o Império ainda desconhecia na época. Paraíso também foi destaque socialmente, havia uma banda musical composta por 80 escravos que se apresentavam nas festividades próximas.
A fazenda foi o expoente do esplendor no campo econômico, social e inovador da época. Após a morte do Visconde do Rio preto a fazenda ainda continuou nas posses da família até 1885, quando foi vendida à Manuel Vieira Machado da Cunha, o barão d’ Aliança. Em 1912 o barão d’Aliança vendeu a propriedade para Alexandre Belfort Arantes, cuja família ainda encontra-se até hoje zelando e preservando o solar. Atualmente ela ainda encontra-se preservada com quase todos o mobiliário original da época de sua construção em 1853.

## Aspectos arquitetônicos

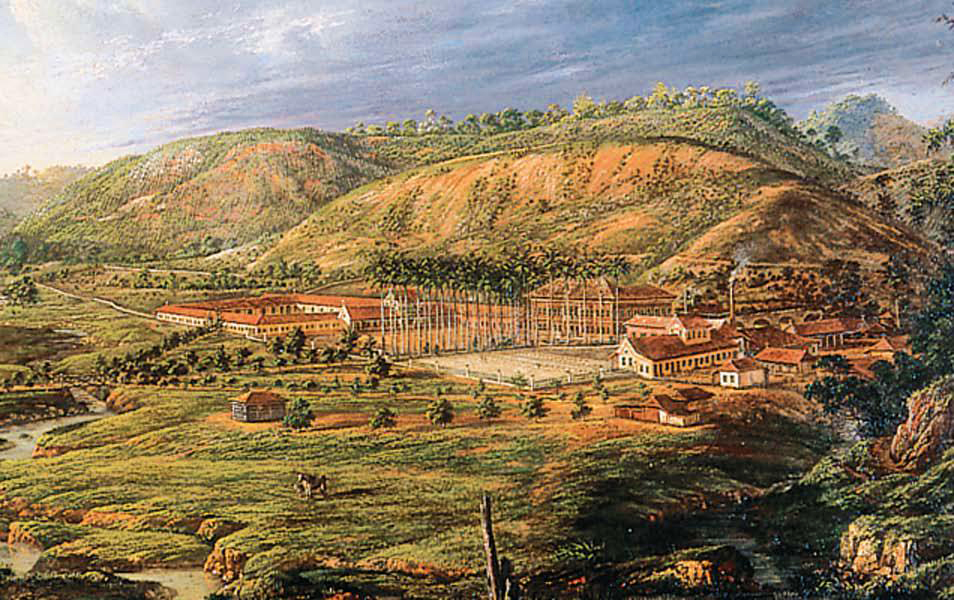
Fazenda do Paraízo, óleo sobre tela Nicola Facchinetti

A sede da fazenda é um edifício de dois pavimentos e de estilo neoclássico preenchido pelos dois terreiros de café. À esquerda , o terreiro de café e em sua extremidade posiciona-se o bloco com configuração em “ L “ da antiga enfermaria e hospital onde tratavam os escravos e a cozinha dos escravos no vértice que ligam as duas pernas do bloco. Nesta extremidade à esquerda também encontrava-se o bloco da senzala em formato de “ O “ com a entrada voltada para frente, conforme representado na pintura feita por Nicola Facchinetti.
À direita para suprir as demais necessidades espaciais para o trabalho como os blocos destinados ao engenho e à tulha, bloco também com conformação arquitetônica em formato de "L", adjacente a este também à direita encontram-se os blocos destinados ao depósito, engenho de cana, ordenha leiteira, depósito de cachaça e o curral mais ao fundo. A fazenda também possui um aqueduto que abastecia os engenhos no período cafeeiro.
A casa – sede em estilo neoclássico, e com planta em “U” seguindo os moldes Palladiano é dividida em quatro alas dispostos em dois pavimentos. Na ala da direita, estava a ala comercial da residência, Visconde de Rio Preto trabalhava em seu gabinete com as salas de espera ao lado onde os empresários aguardavam para negociar o café , e também onde há seis quartos simples onde os comerciantes de fora passavam a noite. Ainda nesta ala se localiza a cozinha. A ala esquerda é ocupada pela capela que ocupa ambos os pavimentos. Após subir as escadas, está a ala social, formada por um hall e as salas de estar, entre elas estão a “ sala das mulheres ” localizada na sacada, e a “ sala dos homens ” onde se guardam as armas. No total somam-se 58 cômodos distribuídos pelos 2200 m² da casa.
O requinte prevalece na residência, que é digna de um pallacete, foram empregados os melhores materiais de construção do mercado, papeis de parede franceses, pinturas de artistas famosos, mobiliário importado da melhor qualidade que o dinheiro podia oferecer na época. A imponência da casa começa na fachada principal da sede, dividida em três ramos onde o eixo central contém três portas com destaque à porta principal que encontra-se ao meio apresentando uma maior largura que as portas ao lado, indicando assim sua hierarquia central. Seguindo o eixo central no pavimento superior encontram-se alocadas um conjunto igual de outras três portas cada uma com guarda corpo em material de ferro. Continuando no plano da fachada principal, aos lados do eixo principal, estão também alocadas seis janelas de cada lado do eixo, sendo estas acompanhadas de pilastras que delimitam um ritmo preciso a cada conjunto de três esquadrias de janela. A fachada conta também com ricos elementos decorativos em cantaria.
Diferente do ritmo e da precisão em que os elementos que compõem a fachada principal se encontram, as fachadas laterais apresentam-se mais simples e com menor rigor ornamental. As esquadrias não se dispõem à um ritmo preciso e não há preocupação formal com os elementos decorativos, não há adornos nas esquadrias, apenas molduras simples nas janelas. As portas das fachadas laterais à esquerda levam à capella, ao passo que à direita da acesso a um jardim interno da residência.

## Conservação e Visitas
Há mais de cem anos a residência encontra-se sob os cuidados da mesma família, a Belfort Carneiro da Silva e descendentes de Alexandre Belfort Arantes que residem no solar , que a adquiriu em 1912. O solar conserva quase todo o mobiliário original da época em que foi construída, em 1853.Atualmente a fazenda ainda possui atividades relacionadas à pecuária leiteira e de corte. A fazenda é aberta à visitação mediante a prévio agendamento, onde é possível fazer um tour pela sede, já que a edificação é uma das mais importantes solares da região cafeeira do Brasil Imperial, onde é possível visitar três das quatro alas do casarão e ouvir a história da fazenda e informações sobre o mobiliário e objetos existente na residência que são em sua maioria da época de sua construção no século XVIII.